# Tunne Kelam
Tunne-Väldo Kelam, né le 10 juillet 1936 à Taheva, est un homme politique estonien, membre du parti Isamaa et député européen élu en 2004, réélu en 2009 et 2014. Il fait partie du groupe du Parti populaire européen (démocrates-chrétiens) dont il est membre du bureau de 2004 à 2014.

## Biographie
(mars 2014).
Il est le président du parti Union de la patrie (Isamaaliit).
- Études d'histoire à l'université de Tartu (1959).
- Chercheur principal (1959-1965).
- Maître de conférences sur la situation internationale et commentateur sur les affaires internationales (1959-1970).
- Rédacteur en chef scientifique (1965-1975).
- Bibliographe principal (1976-1979).
- Membre du parti de l'indépendance nationale estonienne (1988-1995),
- Président du parti (1993-1995);
- membre du parti Union de la patrie (depuis 1995), président du parti depuis 2002.
- Président de la commission des affaires européennes du Riigikogu (parlement national) (1997-2003);
- député au Riigikogu (1992-2004), vice-président du Riigikogu (1992-2003).
- Conseiller municipal de Tallinn (1999); conseiller municipal de Viimsi (2002-2004).

- Membre de la délégation estonienne à l'Assemblée parlementaire du Conseil de l'Europe (APCE) (1992-2000), président de la délégation (1992-1995); vice-président de la commission des relations parlementaires et publiques de l'APCE (1992-2000); vice-président de l'APCE (1994-1995) et rapporteur pour l'Ukraine (1996-2000).
- Représentant du Riigikogu à la Convention sur l'avenir de l'Europe (2002-2003).
- Président du comité directeur des citoyens estoniens (1989-1990);
- président du comité d'Estonie, organe permanent du Congrès d'Estonie (1990-1992).
- Chef de la délégation estonienne à l'Union interparlementaire (UIP) (1992-1995).

## Distinctions
- Grand officier de l'ordre national du Mérite (France)
- ordre de la Cotte d'armes, 2e classe (Estonie) (2001).